# Acetyl-CoA-Carboxylase
Die Acetyl-CoA-Carboxylase (ACC) ist das Enzym, das die chemische Addition von Kohlenstoffdioxid an Acetyl-CoA katalysiert, wobei Malonyl-CoA entsteht. Diese Reaktion ist der erste und geschwindigkeitsbestimmende Schritt bei der Fettsäuresynthese aller Lebewesen. Im Detail findet die Reaktion in zwei Schritten statt, die nur bei Eukaryoten und manchen Bakterien von ein und demselben Enzym katalysiert werden; bei allen anderen sind dazu zwei Enzyme notwendig. Der Mensch weist zwei Isozyme ACC1 (zytosolisch) und ACC2 (mitochondrial) auf, die von den Genen ACACA und ACACB kodiert werden. Zudem spielt eine mitochondriale Isoform von ACC1 (mtACC1) eine teilweise redundante Rolle bei der Liponsäurebiosynthese und somit bei der Proteinlipoylierung, da sie im Tandem mit ACSF3, Malonyl-CoA für die mitochondriale Fettsäuresynthese (mtFAS) liefert.
Zusätzlich zu ihrer Regulation durch Transkriptionsfaktoren (SREBP1) oder Phosphorylierung durch AMPK wird die ACC-Aktivität durch den Grad der Enzympolymerisation gesteuert, der von dem Protein MIG12 beeinflusst wird.

## Katalysierte Reaktion

Reaktionsmechanismus der ACC1/2

Die stattfindende Gesamtreaktion lautet:
{\displaystyle \mathrm {ATP+Acetyl{\text{-}}CoA+HCO_{3}^{-}+{\text{2 }}H_{2}O\longrightarrow ADP+Malonyl{\text{-}}CoA+{\text{2 }}H_{3}O^{+}+P_{i}} }
Im Detail sind es zwei Reaktionen nacheinander:
{\displaystyle \mathrm {ATP+HCO_{3}^{-}+Protein{\text{-}}Biotin+{\text{2 }}H_{2}O\longrightarrow ADP+Protein{\text{-}}Biotin{\text{-}}COO^{-}+{\text{2 }}H_{3}O^{+}+P_{i}} }
Zunächst wird Carbonat an den Biotinrest addiert, was ein Molekül ATP verbraucht.
{\displaystyle \mathrm {Protein{\text{-}}Biotin{\text{-}}COO^{-}+Acetyl{\text{-}}CoA\rightleftharpoons Protein{\text{-}}Biotin+Malonyl{\text{-}}CoA} }
Dann wird Carbonat auf Acetyl-CoA übertragen. Beide Reaktionen finden bei Tieren an demselben Enzym statt, das sowohl die beiden notwendigen katalytischen Domänen trägt, als auch als Biotin-Trägerprotein dient. Bei allen anderen Organismen befinden sich diese Bindestellen auf mehreren Einzelproteinen, die wiederum einen Proteinkomplex bilden.

## Pathologie
Mutationen im ACACA-Gen können zu Enzymdefekten und diese zur seltenen Erbkrankheit der ACC-Defizienz mit schweren Hirnschäden und Muskelschwäche führen.
Es wird angenommen, dass bei der Stoffwechselerkrankung kombinierte Malon- und Methylmalonazidurie (CMAMMA) aufgrund von ACSF3-Mangel, die heterogenen, klinischen Phänotypen durch die teilweise Kompensation der mitochondrialen Isoform von ACC1(mtACC1) für die mangelnde ACSF3 bei der mitochondrialen Fettsäuresynthese (mtFAS) entstehen.
Polymorphismen im ACACB-Gen könnten einer Studie nach für metabolisches Syndrom verantwortlich sein.